# Remeldorff

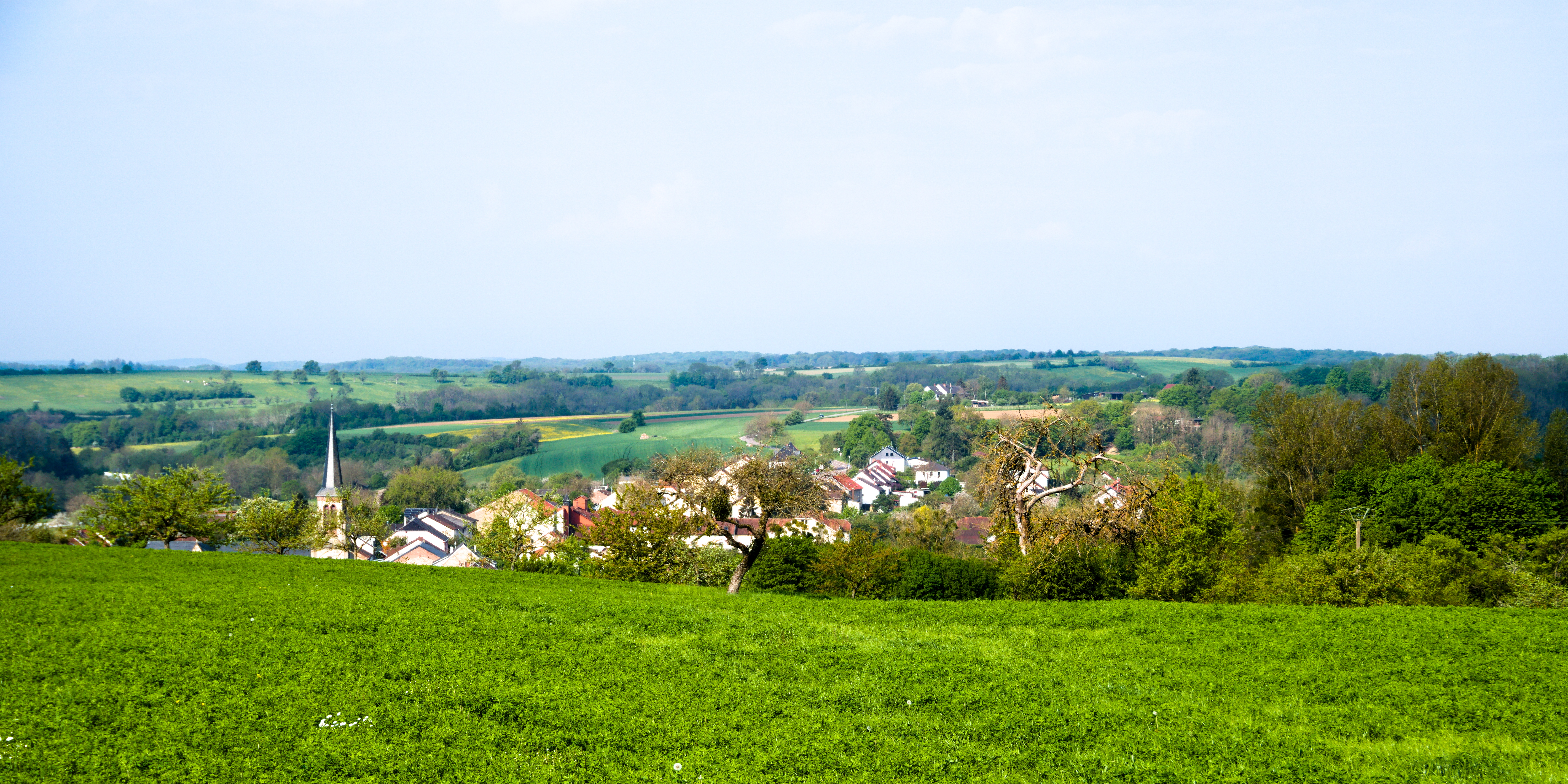
Blick auf Remeldorff

Remeldorff (deutsch Remeldorf, lothringisch Remeldrëf)  ist ein Ortsteil von Neunkirchen-lès-Bouzonville, im Département Moselle in Region Grand Est (bis 2015 Lothringen).

## Geschichte
Weitere Schreibweisen lauteten: Rémeldorf (1793), Reimeldorf (1801).
Der Weiler, in dem sich einst ein Eisenwerk befand, kam erst 1827 durch ein Grenzabkommen an Frankreich.

### Bevölkerungsentwicklung
| Jahr      | 1800 | 1821 | 1836 |
| Einwohner | 42   | 45   | 120  |